# Prêmio Gustav Robert Kirchhoff IEEE
O Prêmio Gustav Robert Kirchhoff IEEE (em inglês:  IEEE Gustav Robert Kirchhoff Award) é um prêmio concedido pelo Conselho de Diretores do Instituto de Engenheiros Eletricistas e Eletrônicos (IEEE) em 2003. É concedido em reconhecimento a contribuições de destaque a quaisquer aspectos fundamentais de circuitos eletrônicos e sistemas que tenham significado impacto a longo prazo.
O prêmio pode ser entregue a um indivíduo ou a vários destinatários, onde todos os membros do grupo podem ter contribuído crucialmente para o resultado geral.
Os recipientes deste prêmio recebem uma medalha de bronze, um certificado e um honorário.

## Recipientes
Fonte:
- 2005: Leon Ong Chua
- 2006: Gabor Temes[2]
- 2007: Yannis P. Tsividis[3]
- 2008: Alfred Fettweis	[4]
- 2009: Ernest S. Kuh[5]
- 2010: Hitoshi Watanabe[6]
- 2011: Charles A. Desoer[7]
- 2012: Ronald A. Rohrer[8]
- 2013: Sanjit Kumar Mitra[9]
- 2014: Chung Laung Liu
- 2015: Yosiro Oono[10]
- 2016: P. P. Vaidyanathan
- 2017: Marcel Pelgrom
- 2018: Alan N. Willson Jr.
- 2019: Kenneth W. Martin
- 2020: Martin Hasler
- 2021: Thomas Lee[11]